# Лонпон (аббатство)
Аббатство Лонпон (фр. Abbaye de Longpont) — цистерцианский монастырь во французской коммуне Лонпон (департамент Эна, регион О-де-Франс). Аббатство основано в 1131 году Бернардом Клервоским, закрыто в 1791 году во время великой французской революции. В настоящее время аббатство представляет собой комплекс законсервированных и частично руинированных построек, находится в частной собственности и используется в качестве музея. Расположено примерно в 13 км к юго-западу от Суассона, в 80 км к северо-востоку от центра Парижа на окраине заповедного леса Рес (фр.).

## История
Аббатство было основано в 1131 году Бернардом Клервоским по просьбе епископа Суассона Жослена де Вьержи. Материнским монастырем для Лонпона стало аббатство Клерво. Первоначально монахи размещались во временных постройках, основные постоянные здания аббатства построены в начале XIII века.
Готическая церковь аббатства была завершена к 1227 году, когда она была освящена в присутствии короля Франции Людовика Святого во время его возвращения после коронации в Реймсе.
Как и другие большие средневековые монастыри Лонпон вёл обширную хозяйственную деятельность, с XIV века монахи обрабатывали до 10 тысяч гектаров сельскохозяйственных угодий и виноградников.
Во время Столетней войны, а позднее религиозных войн во Франции, монастырь сильно пострадал и стал клониться к упадку, хотя реставрационные работы в XVI—XVII веке в основном восстановили разрушенное. В 1724 году пожар уничтожил большую часть зданий, после этого здания были вновь восстановлены и частично перестроены, в то же время построены массивные каменные ворота.
В 1793 году после Великой французской революции монахи были изгнаны, а здания аббатства проданы с молотка, несколько раз переходили из рук в руки, частично использовались как каменоломня и постепенно разрушались. После конкордата Наполеона в 1801 году священник из Лонпона смог выкупить развалины и устроить в бывшем подвале часовню. В конце концов в 1804 году бывшее аббатство было выкуплено в собственность графом Анри де Монтескью, чьи потомки продолжают владеть бывшим аббатством и до настоящего времени заботятся о его сохранности. В XIX веке проведена частичная реставрация, в 1889 году аббатство Лонпон получило статус памятника культуры.

## Архитектура
От монастырской церкви сохранился только главный фасад с большим отверстием на месте бывшего окна-розы, наружные стены и контрфорсы. Полностью разрушены крыша, хоры и трансепт.
Рядом с руинами церкви находятся два монастырских здания, окружающих клуатр. В них сохранились несколько средневековых залов, включая тёплое помещение XIII века с камином посредине, старый готический подвал XIII века, часть которого отведена под часовню начала XIX века, вестибюль с каменной лестницей XVIII века. Рядом со строениями монастыря расположены массивные каменные ворота XVIII века.

## Современное состояние
Комплекс находится в частном владении, но почти все помещения и руины церкви открыты для платного посещения туристами.